# Alida van Houten
Alida van Houten (* 22. August 1868 in Groningen; † 2. Dezember 1960 ebenda) war eine niederländische Malerin und Grafikerin.

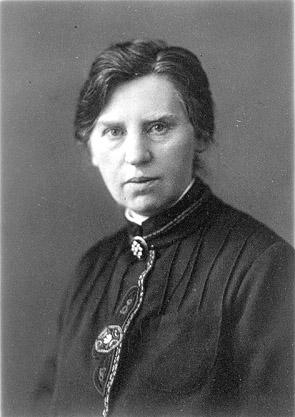
Alida van Houten

## Leben und Werk
Alida van Houten wurde am 22. August 1868 in Groningen geboren. Sie stammte aus einer Familie, die viele Malerinnen und Maler hervorgebracht hatte, und war die Tochter des Holzhändlers und Mitglieds des Provinzrats in Groningen Hindrik van Houten (1833–1883), der selbst Amateurzeichner war, und der Alida Cornelia Christina ten Bruggen Cate (1840–1923). Ihr Bruder war Gerrit van Houten und ihre Tanten Barbara Elisabeth van Houten, Anna Margareta van Houten und Sientje Mesdag-van Houten, die Frau des Malers Hendrik Willem Mesdag.
Sie absolvierte wie ihr Bruder Gerrit ihre Ausbildung an der Academie Minerva in Groningen und wurde unter anderem von Ferdinand Oldewelt und Dirk de Vries Lam unterrichtet. 1897, anlässlich des 100-jährigen Bestehens der Akademie, erhielt sie die Silbermedaille in der Damenklasse. Van Houten malte Porträts, Landschaften und Stillleben in Öl. Sie war Mitglied der Kunstlovend Genootschap Pictura in Groningen und der Amsterdamer Vereinigungen Arti et Amicitiae und Sint Lucas. Sie machte auch Musik und schrieb, unter anderem über ihren Bruder Gerrit.
Alida van Houten starb im Alter von 92 Jahren und wurde auf dem Zuidergraafplaats in Groningen beigesetzt.